# 皮普里亚克
皮普里亚克（法語：Pipriac，法語發音：[pipʁijak]）是法国伊勒-维莱讷省的一个市镇，位于该省西南部，属于勒东区。

## 地理
皮普里亚克（47°48'33"N, 1°56'52"W）面积48.65 平方千米，位于法国布列塔尼大區伊勒-维莱讷省，该省份为法国西北部沿海省份，位于布列塔尼半岛东部，北濒大西洋，西接阿摩尔滨海省和莫尔比昂省，南至大西洋卢瓦尔省，西南端接曼恩-卢瓦尔省，东临马耶讷省，东北与芒什省接壤。
与皮普里亚克接壤的市镇（或旧市镇、城区）包括：阿夫河畔布吕克、略龙、圣冈通、圣瑞斯特、圣塞格兰、吉普里-梅萨克、瓦勒达纳斯特。

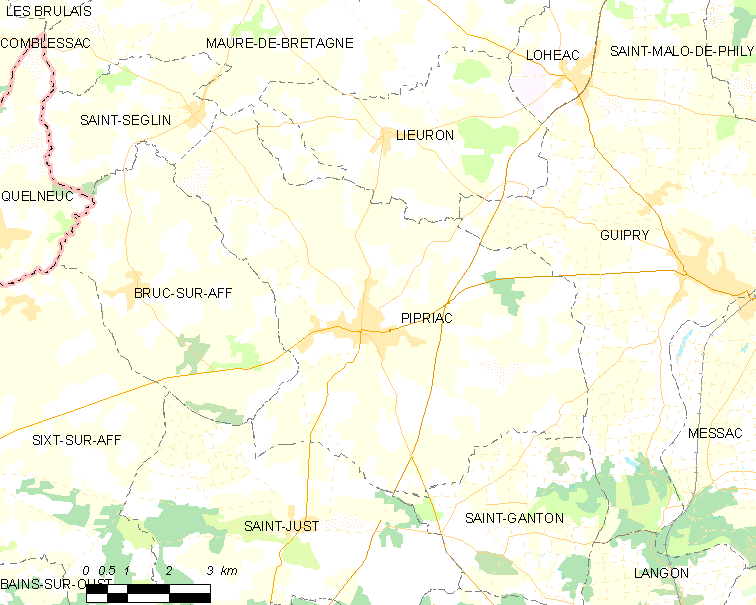
皮普里亚克的OSM定位图

皮普里亚克的时区为UTC+01:00、UTC+02:00（夏令时）。

## 行政
皮普里亚克的邮政编码为35550，INSEE市镇编码为35219。

## 政治
皮普里亚克所属的省级选区为勒东县。

## 人口

1962-2008年间皮普里亚克人口变化图示

皮普里亚克于2022年1月1日时的人口数量为3871人。